# Ga Dujeong
Ga Dujeong (Tiếng Hàn: 두정역, Hanja: 斗井驛) là ga tàu điện ngầm trên Tàu điện ngầm vùng thủ đô Seoul tuyến 1 nằm ở Dujeong-dong, Seobuk-gu, Cheonan-si, Chungcheongnam-do. Đây là nhà ga nơi các chuyến tàu trên Tuyến Janghang nối và chuyển hướng qua Tuyến kết nối Cheonan. Các trường đại học nằm ở Cheonan được phân bố gần nhà ga này nhất.

## Bố trí ga
| ↑ Jiksan · Seonghwan |    | Jiksan · Seonghwan ↓ |
| ４３ \|              | \| | ２１ \|              |
| ↑ Cheonan            |    | Cheonan ↓            |

| 1·2 | ● Tuyến 1 | Địa phương·Tốc hành | → Hướng đi Cheonan · Asan · Onyangoncheon · Sinchang →   |
| 3·4 | ● Tuyến 1 | Địa phương·Tốc hành | ← Hướng đi Pyeongtaek · Osan · Suwon · Đại học Kwangwoon |